# Paranemastoma carneluttii
Paranemastoma carneluttii is een hooiwagen uit de familie aardhooiwagens (Nemastomatidae). De originele naamcombinatie (protoniem) was Nemastoma (Dromedostoma) carneluttii Hadži 1973. Het was later een spelfout als "corneluttii". Na 2023 de geldige combinatie is Paranemastoma carneluttii Hadži 1973.